# Staiszcze
 Staiszcze (ukr. Стаїще) – wieś na Ukrainie w rejonie wierchowińskim obwodu iwanofrankiwskiego.